# Dinamo (stanice metra v Moskvě)
Dinamo (rusky Динамо) je stanice moskevského metra na Zamoskvorecké (druhé) lince. Svůj název nese podle nedalekého stadionu. Nachází se v severní polovině linky, na Leningradském prospektu. Její projektový název zněl Běga (rusky Бега).

## Charakter stanice
Dinamo je podzemní ražená trojlodní stanice, založená 39,6 m pod zemí, s mohutnými pilíři. Ty rozkládají rovnoměrně tlak zeminy nad stanicí. Ze střední lodě Dinama vychází jeden výstup po eskalátorovém tunelu do povrchového vestibulu. Ten byl, stejně jako celá stanice, vybudován ve velkolepém stylu konce sovětských 30. let. Nechybí četné reliéfy a umělecká díla; celá budova působí neoklasicistním dojmem.
I podzemí stanice je vyzdobeno honosně. Obklad stěn tvoří několik druhů mramoru, pouze na stěny za nástupištěm byly užity keramické dlaždice. Stropní klenby jsou omítnuté, umístěné jsou na nich reliéfy s různými sportovci (sport byl také hlavním tématem při tvorbě architektonického ztvárnění této stanice). Dinamo slouží Moskvanům od 11. září 1938 a podle údajů z roku 2002 jej denně využije 52 900 cestujících. Toto číslo se samozřejmě velmi zvyšuje při mnohých sportovních událostech.